# C. E. Brock
Charles Edmund Brock (5 de fevereiro de 1870 - 28 de fevereiro de 1938) foi um pintor e ilustrador de livros inglês amplamente publicado, que adotou C.E. Brock como sua assinatura, na maior parte de seus trabalhos. É o mais velho de quatro irmãos, todos artistas, que incluem Henry Matthew Brock, também ilustrador.

## Biografia
Brock nasceu em 5 de fevereiro de 1870 em Holloway, Londres, filho de Edmund Brock (1841–1921) e Mary Ann Louise (1836–1901) (nascida Peagram); Mais tarde, sua família se estabeleceu em Cambridge, onde nasceram seus irmãos. Brock estudou arte por um breve período com o escultor Henry Wiles.
Em 1890, aos vinte anos de idade, Brock recebeu seu primeiro pedido para trabalhar em um livro e passou a ilustrar obras de autores como Jonathan Swift, William Thackeray, Jane Austen, Charles Dickens e George Eliot. Ele também contribuiu para diversas revistas, como The Quiver, The Strand e Pearsons. Brock utilizou as Bibliotecas da Universidade de Cambridge para realizar suas "pesquisas de imagens". Como pintor, recebeu elogios pelo realismo e vibração que criou em seu trabalho e apenas uma pequena quantidade de suas pinturas foi localizada. Ele expôs na Academia Real Inglesa entre 1897-1906 e também no Royal Institute of Painters in Watercolors (RI), tendo sido eleito membro deste último em 1908.
Brock e seus irmãos mantinham um estúdio em Cambridge repleto de várias curiosidades, antiguidades, móveis e uma coleção de figurinos. Eles possuíam uma grande coleção de figurinos com estampas do período da Regência e roupas especialmente feitas como exemplares para determinados trajes. Usando-os, os membros da família serviram de modelo uns para os outros.

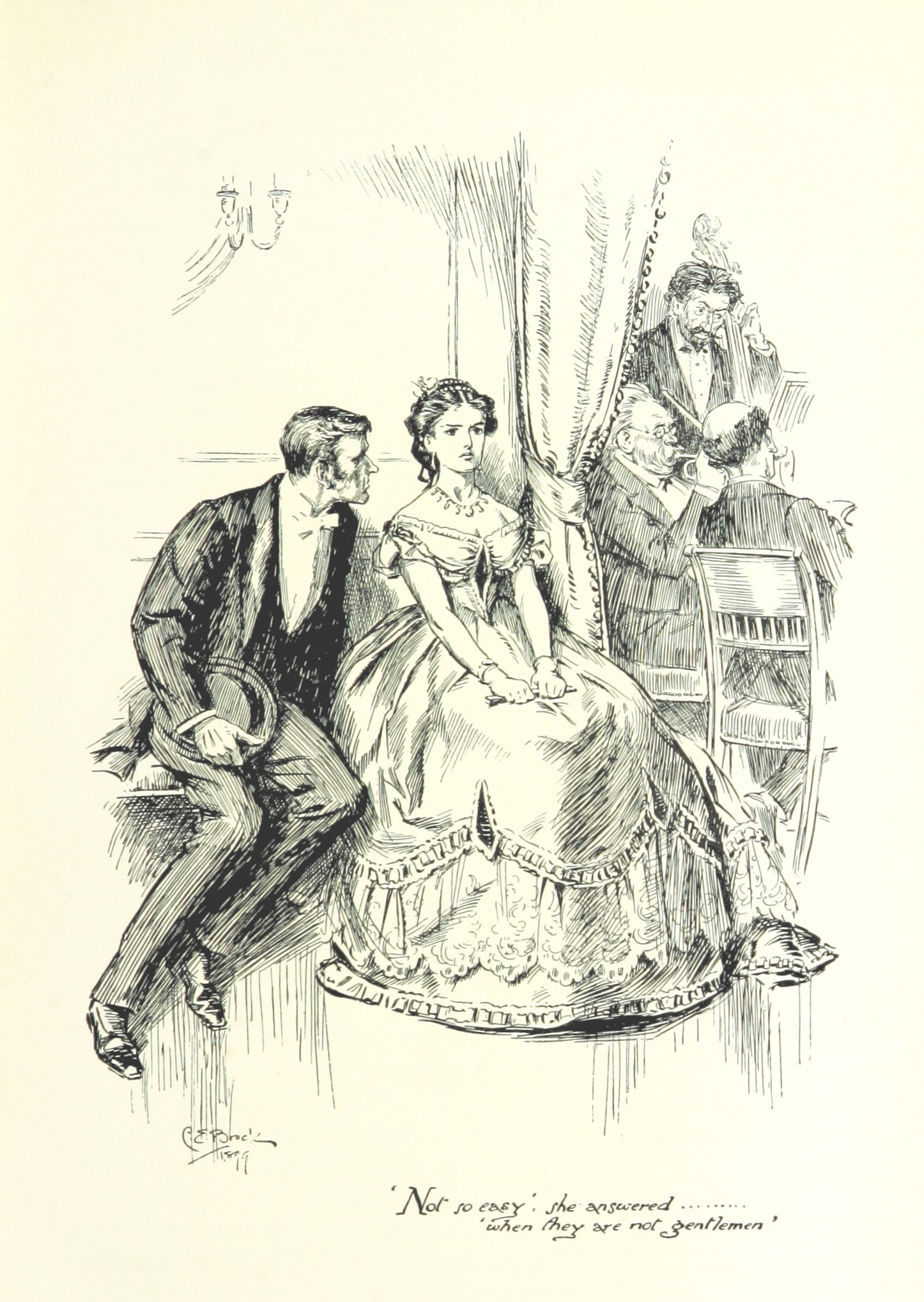
Ilustração publicada em 1899.

## Estilo
A abordagem do trabalho de Brock variava de acordo com o tipo de história que ilustrava. Alguns eram refinados e descritos como "sensíveis à delicada atitude de xícara e pires e à perspectiva feminina dos primeiros romancistas vitorianos", enquanto outros trabalhos "apreciavam os personagens saudáveis, barulhentos e totalmente ingleses" - em tipos de soldados, rústicos e "cavaleiros". Outras ilustrações eram desenhadas grotescamente para divertir as crianças lendo livros de histórias.